# Ales (cognome sardo)
Ales è un cognome di lingua sarda.

## Varianti
Il cognome non presenta varianti.

## Origine e diffusione
Il cognome è tipicamente sardo.
Potrebbe derivare dal toponimo Ales in provincia di Oristano o essere incrociabile con il cognome italiano Ales.